# Reflectopallium pseudophyllum
Reflectopallium pseudophyllum es una especie de molusco gasterópodo de la familia Athoracophoridae.

## Distribución geográfica
Se encuentra  en Nueva Zelanda.